# Baby Wish
Baby Wish (en español "El Deseo De Un Bebe") es un libro escrito por la actriz bailarina y escritora Emilia McCarthy, su padre lo ayudó a escribirlo y a editarlo, el libro fue publicado en el año 2006. En ella Emilia McCarthy describe sobre el sueño que tiene un bebe. El libro también contiene ilustraciones.

## Trama
La historia está basada en un sueño de un bebé que está en el vientre pensando en como serán sus padres .En el sueño veo un bebé que se sienta delante de un ordenador portátil y está escribiendo una descripción de como quiere que sean sus padres: "quiero un papá que tenga un montón de pelo, etc. Y la moral de la historia es que no importa lo que sus padres terminan pareciéndose, el bebé nace y son felices para siempre.